# Östergötlands runinskrifter ATA5503/61
Runinskrift ATA5503/61 är en runsten som nu sitter inmurad sakristians norra väggen i Rystads kyrka, Rystads socken och Linköpings kommun i Östergötland.
Stenen material är blågrå, grovkornig granit och den är 190 cm lång och 66-73 cm bred. Runslingans bredd är 10-16 cm.
Runtexten lyder enligt den translittererad och översatta inskriften nedan:

## Inskriften
- Runsvenska: þurstin : ... ...R : frystin : faþur : sin :[1]
- Nusvenska: "Torsten ... ...r Frösten, fader sin"

Stenen är skadad och en del av texten saknas. Enligt Raä är troligen den fullständiga texten: "Torsten (lät resa stenen efte)r Frösten, fader sin".